# ناجح رحیم
ناجح رحیم (انگلیسی: Najeh Rahim؛ زادهٔ ۲۷ سپتامبر ۱۹۵۹) بازیکن فوتبال اهل عراق بود.
وی همچنین در تیم ملی فوتبال عراق بازی کرده‌است.